# Кволові
Кволові, або хи́жі су́мчасті (Dasyuridae) — родина сумчастих (Marsupialia), одна з двох сучасних родин ряду хижих сумчастих (Dasyuromorphia).

## Поширення
Представники родини розповсюджені на території Австралії, Тасманії, Нової Гвінеї та прилеглих дрібніших островах. Живуть у широкому діапазоні середовищ існування, включаючи луки, ліси та гори.

## Систематика
Типовий рід родини — квол (Dasyurus). Систематика сучасних тварин до рівня родів, вимерлих — до рівня видів.
Родина Dasyuridae
Рід †Ganbulanyi
Вид †Ganbulanyi gjadjinguli
Рід †Glaucodon
Вид †Glaucodon ballaratensis
Підродина †Barinyainae
Рід †Barinya
Вид †Barinya wangala
Підродина Dasyurinae
Триба Dasyurini — роди Dasycercus, Dasykaluta, Dasyuroides, Dasyurus, Myoictis, Neophascogale, Parantechinus, Phascolosorex, Pseudantechinus, Sarcophilus
Триба Phascogalini — роди Antechinus, Murexia, Phascogale
Підродина Sminthopsinae
Триба Sminthopsini — роди Antechinomys, Ningaui, Sminthopsis
Триба Planigalini — рід Planigale

## Опис

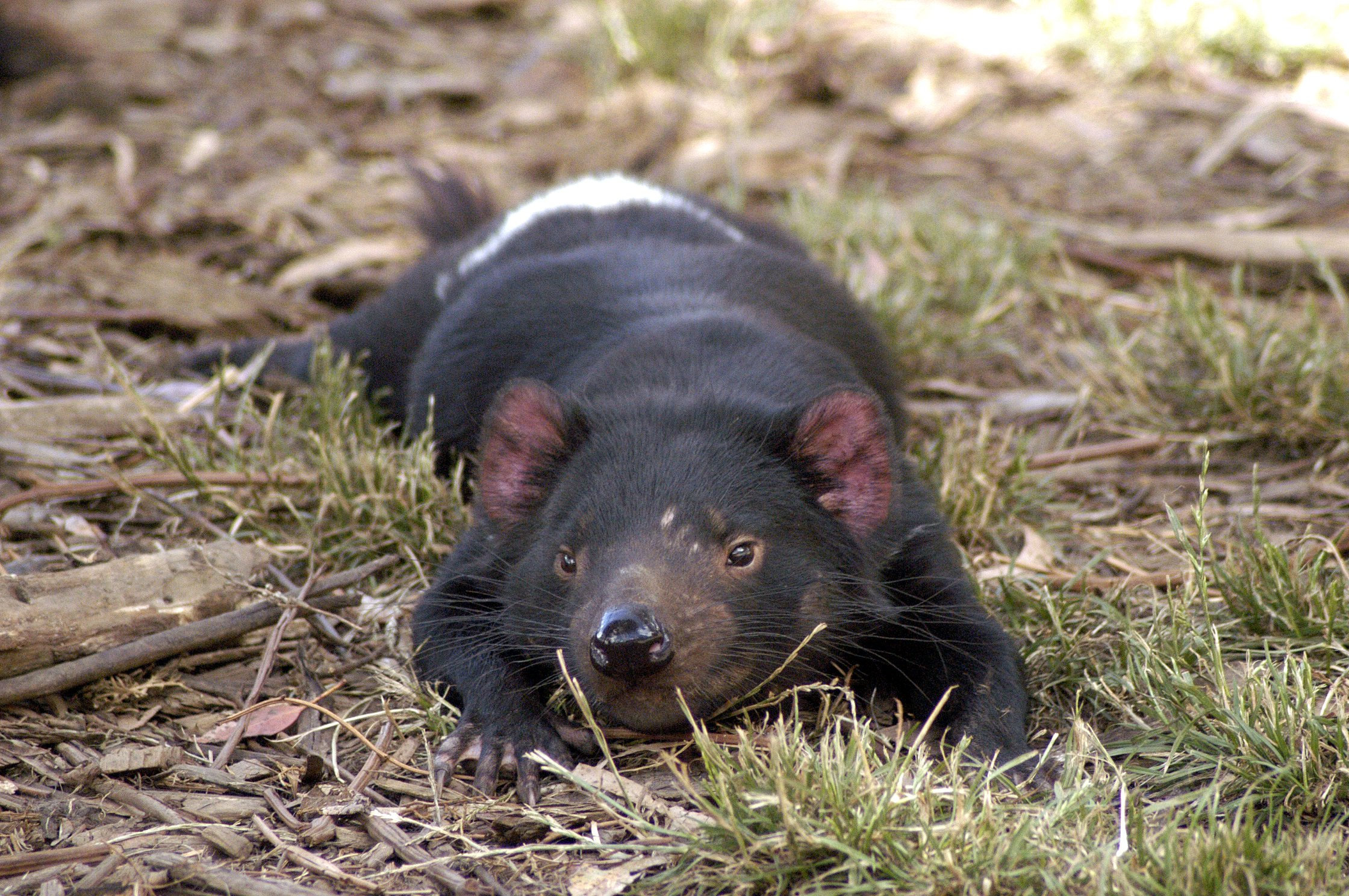
Тасманійський диявол приймає сонячні ванни

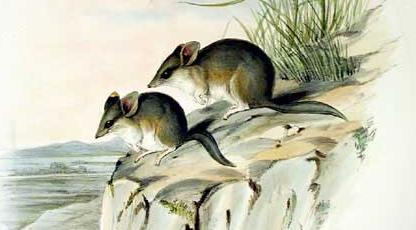
Дунарт товстохвостий (Sminthopsis crassicaudata)

Розмір хижих сумчастих коливається від малого до середнього. Найбільший сучасний член родини тасманійський диявол (Sarcophilus harrisii) сягає 10 кг ваги. До роду належать найменші сумчасті у світі, деякі з них мають тіло завдовжки всього 95 мм і вагу близько 5 грамів.
Хвіст довгий, волосатий, не чіпкий. Кінцівки зазвичай приблизно рівні за довжиною, а пальці розташовані окремо. На передніх лапах п'ять пальців, на задніх чотири або п'ять. Найдовшим переднім пальцем є третій; великий палець задньої ноги, що не має кігтя малий або відсутній. Деревні породи мають широкі задні ступні і мобільні великі пальці, а види, які одночасно є деревні й наземні, мають більш довгі задні ноги і редуковані великі пальці. Найбільший нині живий член родини — Тасманійський диявол, який може мати вагу понад 10 кг. Сумка відсутня в деяких видів, а якщо вона є, то зазвичай відкривається позаду і найчастіше слабко розвинена. Сумки деяких родів стають помітними тільки під час шлюбного сезону. У самиць 2–12 молочних залоз.
Зуби спеціалізовані для комахоїдного і м'ясоїдного раціону. Зубна формула: I 4/3, C 1/1, P 2-3/2-3, M 4/4, загалом 42 або 46
.

## Поведінка
Вважаються обережними й розумними. Вони є активними тваринами, які рухаються швидко. Більшість членів цієї родини наземні, хоча деякі — в основному деревні. Зазвичай сховком є порожнисте колода, отвір в землі, або печера. Мишоподібні форми, як правило, мовчазні, але тасманійський диявол гарчить і кричить голосно. Dasyuridae активні в основному вночі й полюють на майже будь-яку живу істоту, яку можуть здолати. Деякі види також споживають падло, плоди й нектар.

## Геологія
Геологічний діапазон родини від середнього міоцену до сучасності в Австралії й від середнього пліоцену до сучасності в Новій Гвінеї.

## Етимологія
Dasyurus: дав.-гр. δασύς — «волохатий», οὐρά — «хвіст». Квол: походить з мови Ґууґу Їмісір, мови одного з корінних австралійських народів.